# Václav Šašek van Bířkov
Václav Šašek, heer van Bířkov, was een Boheemse edelman in de 15e eeuw. Over zijn leven is nauwelijk iets bekend, behalve dat hij in 1465-1467 Jaroslav Lev van Rožmitál vergezelde op diens diplomatieke rondreis door Europa. Šašek maakte een verslag van de tocht in het Tsjechisch. Het verslag is alleen overgeleverd in de Latijnse vertaling uit 1577 door Stanislav Pavlovský, die scholaster van Olomouc was. Het is een historisch en etnologisch waardevolle tekst die verschillende moderne vertalingen kende.

## Uitgaven en vertalingen
- Commentarius brevis et iucundus itineris atque peregrinationis, pietatis et religionis causa susceptae ab illustri et magnifico domino, domino Leone, libero barone de Rosmital et Blatna, Olomouc, 1577
- J.E. Horky, Des böhmischen Freiherrn, Löw von Rozmital und Blatna, Denkwürdigkeiten und Reisen durch Deutschland, England, Frankreich, Spanien, Portugal und Italien, 2 dln., Brünn, 1824
- Antonio María Fabié, Viajes por España de Jorge de Einghen, del Baron Leon de Rosmithal de Blatna, de Francisco Guicciardini y de Andrés Navajero, Madrid, 1879 (Spaans deel van de reisbeschrijving)
- Edmond Bonnaffé, Voyages et voyageurs de la renaissance, Parijs, 1895, p. 21-60
- Rudolf Urbánek, Ve službách Jiříka krále. Deníky panoše Jaroslava a Václava Šaška z Bířkova, Praag, [s.n.], 1940
- Bohumil Mathesius en B. Ryba, Deník o jíudě a putování pana Lva z Rožmitálu a z Blatné z Čech až na konec světa, Praag, 1951
- Malcolm Letts, The Travels of Leo of Rozmital through Germany, Flanders, England, France, Spain, Portugal and Italy 1465-1467, Londen, 1957, p. 24-167

## Voetnoten
1. ↑  (de) Šašek z Bířkova, Václav. Geschichtsquellen (10 september 2019). Gearchiveerd op 19 december 2024. Geraadpleegd op 22 februari 2025.

- Biblioteca Nacional de España: XX4676360
- CiNii: DA10185886
- Gemeinsame Normdatei: 104097876
- International Standard Name Identifier: 0000 0000 5787 8819
- Library of Congress Control Number: n88114749
- Nationale Bibliotheek van Tsjechië: jk01122540
- Nationale Bibliotheek van Israël: 987007277445505171
- Nederlandse Thesaurus van Auteursnamen: 070208808
- LIBRIS: 305685
- Système universitaire de documentation: 135319137
- Trove: 1022052
- Virtual International Authority File: 79269328
- WorldCat: E39PBJt8kVRyDfR7Fcf86cwKVC